# 2014 Forest Hills Drive
Albums de J. Cole
Born Sinner
(2013) Forest Hills Drive: Live
(2016)
Singles
1. Intro
Sortie : 5 décembre 2014
2. Apparently
Sortie : 9 décembre 2014
3. G.O.M.D.
Sortie : 23 mars 2015
4. Wet Dreamz
Sortie : 21 avril 2015
5. Love Yourz
Sortie : 28 janvier 2016

2014 Forest Hills Drive est le troisième album studio de J. Cole, sorti le 9 décembre 2014 aux États-Unis et le 15 décembre 2014 en France.
Il a été produit en majeure partie par l'artiste lui-même, bien que d'autres producteurs tels que Illmind, Cardiak, Vinylz et Willie B y ont contribué.
Aux États-Unis, l'album débute directement à la première place du Billboard 200, avec 361 120 exemplaires vendus la première semaine.
Considéré comme une référence du hip hop, voir comme le meilleur album de l'année 2014, 2014 FHD est considéré comme un classique du rap américain.

## Origine
Le titre de l'album fait référence au lieu où J. Cole résidait durant son enfance avec sa mère, son frère, et son beau-père, à Fayetteville en Caroline du Nord. Il la quitta pour la St. John's University de New York après avoir obtenu son diplôme de fin d'études en 2003. Il racheta la maison en 2014 et choisit de lui rendre hommage en faisant de son adresse le titre de son album.

## Enregistrement et production
L'album a été majoritairement produit par J. Cole lui-même. Il invita néanmoins Elite, l'un des producteurs de ses albums précédents dont The Warm Up, Friday Night Lights et Born Sinner  ainsi que Dreamville, Ron Gilmore, Tray Samuels, DJ Dahi, !llmind, Cardiak, CritaCal, Vinylz, Organized Noize et JProof à participer au projet.

## Sortie et promotion
J. Cole posta un trailer le 16 novembre 2014 pour annoncer qu'il sortirait son troisième album intitulé 2014 Forest Hills Drive le 9 décembre. La vidéo incluait des extraits montrant la réalisation de l'album.

## Liste des titres
| 1.          | Intro (Produit par J. Cole)                                                        | Jermaine Cole | | 2 min 09 s  |
| 2.          | January 28th (Produit par J. Cole, Nick Paradise**, Dre Charles** & Team Titans**) | Cole          | Sky Restaurant de Hi-Fi Set | 4 min 02 s  |
| 3.          | Wet Dreamz (Produit par J. Cole)                                                   | Cole          | Mariya de Family Circle Impeach the President des Honey Drippers                                                                                   | 3 min 59 s  |
| 4.          | 03' Adolescence (Produit par Willie B.)                                            | Cole          | Here's That Rainy Day de Sonia Rosa et Yūji Ōno Runnin' (Dying to Live) de 2Pac featuring The Notorious B.I.G.                                     | 4 min 24 s  |
| 5.          | A Tale of 2 Citiez (produit par Vinylz)                                            | Cole          | Blocka de Pusha-T Bring 'Em Out de T.I. | 4 min 29 s  |
| 6.          | Fire Squad (Produit par J. Cole, Vinylz**)                                         | Cole          | Midnight Theme de Manzel Heart Breaker d'Aguaturbia Long Red de Mountain                                                                           | 4 min 48 s  |
| 7.          | St. Tropez (Produit par J. Cole)                                                   | Cole          | That's All Right With Me d'Esther Phillips Hollywood des Twinz Sister Sanctified de Stanley Turrentine                                             | 4 min 17 s  |
| 8.          | G.O.M.D. (Produit par J. Cole)                                                     | Cole          | Berta, Berta de Branford Marsalis Get Low de Lil Jon and The East Side Boyz featuring les Ying Yang Twins Drunk in Love de Beyoncé featuring Jay-Z | 5 min 01 s  |
| 9.          | No Role Modelz (Produit par Phonix Beats, J. Cole**)                               | Cole          | Don't Save Her de Project Pat featuring Crunchy Black Fool Me Once de George W. Bush                                                               | 4 min 52 s  |
| 10.         | Hello (Produit par J. Cole, Pop Wansel*, JProof*)                                  | Cole          | | 3 min 39 s  |
| 11.         | Apparently (Produit par J. Cole)                                                   | Cole          | La Morte Dell'erminia de Filippo Trecca CB#5 de Ralph Vargas et Carlos Bess                                                                        | 4 min 53 s  |
| 12.         | Love Yourz (Produit par !llmind, Cardiak**)                                        | Cole          | Long Red de Mountain | 3 min 31 s  |
| 13.         | Note to Self (Produit par J. Cole)                                                 | Cole          | | 14 min 35 s |
| 64 min 39 s |                                                                                    |               | |             |

* (*) désigne les coproducteurs

* (**) désigne les coproducteurs additionnels

## Classements
| Classements (2014)            | Meilleure position |
| ----------------------------- | ------------------ |
| Australie (ARIA)              | 40                 |
| Nouvelle-Zélande (RIANZ)      | 25                 |
| Royaume-Uni (UK Albums Chart) | 33                 |
| États-Unis (Billboard 200)    | 1                  |

## Certifications
| Pays                  | Certification | Unités certifiées |
| --------------------- | ------------- | ----------------- |
| Australie (ARIA)      | Platine       | 70 000            |
| Canada (Music Canada) | Or            | 40 000            |
| Danemark (IFPI)       | Platine       | 20 000            |
| États-Unis (RIAA)     | 3 × Platine   | 3 000 000         |
| Royaume-Uni (BPI)     | Or            | 100 000           |